# Parmularius
Parmularius — рід великих вимерлих африканських алцелафінів пліоцену та плейстоцену. Це близький родич топі та гнуса. Один вид помітний за довгими, слабо вигнутими рогами.